# Antenne isotrope

Diagramme animé des ondes d'un radiateur isotrope (point rouge)

L’antenne isotrope est un modèle théorique servant de référence pour les calculs d'antennes de PIRE et de bilan de liaison. Dans un milieu homogène et isotrope, elle rayonnerait uniformément dans toutes les directions.
Le diagramme de rayonnement de l'antenne isotrope est une sphère, son gain est égal à l'unité. Il est commun d'exprimer le gain d'une antenne quelconque en décibels par rapport à l'antenne isotrope (dBi). Par exemple le gain d'une antenne dipolaire (dipôle demi-onde) est égal à 2,15 dBi.
Par comparaison avec la lumière et les luminaires, l'antenne isotrope serait une ampoule nue, alors qu'une antenne présentant un gain pourrait être la même ampoule munie d'un réflecteur ou d'une lentille optique.
Densité de puissance rayonnée pour un gain Ge :
{\displaystyle P_{r}(W/m^{2})={\frac {P_{e}G_{e}}{4\pi d^{2}}}}